# ОШ Бранко Радичевић Владичин Хан
ОШ „Бранко Радичевић” у Владичином Хану, једна је од установа основног образовања на територији општине Владичин Хан.
Школа има шест објеката, три издвојена одељења и четири комбинованих одељења. Зграда матичне школе стара је преко 50 година, поседује велико школско двориште са изграђеним теренима за спорт, као и сопствени воћњак, који се налази у наставку школског дворишта. Школа располаже са 35 учионица и кабинета и фискултурном салом. За ученике од 5. до 8. разреда настава се организује у преподневној смени, а за ученике од 1. до 4. разреда у поподневној смени. Ученици од 1. до 4. разреда у матичној школи наставу похађају само у поподневној смени.
Завршена је комплетна реконструкција матичне школе у Владичином Хану, која обухвата све објекте и пратеће површине. Радови су реализовани у периоду од маја 2020. године до фебруара 2021. године, а повратак ученика и запослених након завршетка свих радова и примопредаје организован је са почетком од 15. марта 2021. године.
Поред матичне школе постоје и издвојена одељења у: Сувој Морави, Летовишту и Kунову.  